# Emilio Alcalá Galiano
Emilio Alcalá Galiano y Valencia (Madrid, 7 de marzo de 1831-San Sebastián, 12 de noviembre de 1914), fue un académico, diplomático y político español, ministro de Estado durante el reinado de Alfonso XII. iv conde de Casa Valencia, ii vizconde del Pontón y grande de España.

## Biografía
Nació en Madrid como hijo de Juan Antonio Alcalá Galiano y Bermúdez y de María Teresa de Valencia y Junco Pimentel, iii condesa de Casa Valencia y grande de España. Su padre había sido ministro del Tribunal Mayor de Cuentas y caballerizo mayor de Isabel II.
Tras comenzar en el servicio diplomático como agregado en 1848, fue nombrado sucesivamente agregado en la Secretaría de Estado (1852), en la legación española en Washington D. C. (1854), secretario en la de México (1855), de Londres (1856) y de la de Lisboa (1859). En 1859, regresó a España y como miembro del Partido Moderado fue elegido diputado en las Cortes por Chinchón y Santa Fe, cargo para el que fue reelegido por Guadix en 1865. Este último año, como secretario de legación, fue nombrado subsecretario de Estado y, como tal, grefier y rey de armas de la Orden del Toisón de Oro. 
En 1856, a petición de su padre, la reina Isabel rehabilitó para él el vizcondado del Pontón, título histórico de su familia materna que había portado el i conde de Casa Valencia.
En 1874, fue elegido miembro de la Real Academia de Ciencias Morales y Políticas en reemplazo de Salustiano Olózaga. Al año siguiente, poco después de producida la Restauración, fue nombrado ministro plenipotenciario en Lisboa y de octubre a diciembre fue ministro de Estado en el gobierno de Joaquín Jovellar Soler. 
En 1875, contrajo matrimonio en el palacio del duque de Villahermosa con la peruana Ana de Osma y Zavala, hija del político Joaquín de Osma y Ramírez de Arellano y la marquesa de la Puente y Sotomayor. Ese mismo año, heredó el condado de Casa Valencia por el fallecimiento de su madre.
En 1876, fue elegido senador por Granada y, en 1877, ya como miembro del Partido Liberal-Conservador, senador vitalicio.
Posteriormente, fue propuesto por relevantes figuras de la época como el presidente del Consejo de Ministros, Antonio Cánovas del Castillo, el escritor Juan Valera y el duque de Rivas para ocupar la Medalla G, que había dejado vacante tras su muerte Patricio de la Escosura. Compitió por este lugar contra Gabino Tejado —que ingresaría tres años después—, imponiéndose por 14 votos contra 9 en una votación que tuvo lugar el 14 de marzo de 1878, ingresando definitivamente el 30 de marzo de 1879.
En 1895, finalmente, fue designado embajador en el Reino Unido, cargo que ocupó hasta 1897 cuando renunció al subir al poder el Partido Liberal.
Tras la aprobación por la Cámara de los Comunes en Londres, el 9 de marzo de 1908 pidió el voto femenino, con el argumento de que «Las mujeres en España pueden ser reinas pero no electoras»; ocho días después se celebró en el Congreso de los Diputados el primer debate sobre el voto de la mujer.
El palacio que construyó en el paseo de la Castellana de Madrid es en la actualidad la sede del Ministerio del Interior. También fue propietario del palacio de Ayete en San Sebastián.

## Obras
Del conjunto de sus obras, destacan:
- De la libertad política en Inglaterra desde fines del siglo XV hasta 1838
- De la libertad política en Inglaterra en la época presente
- Contestación documentada al discurso del señor Muro en el Congreso, el 26 de julio de 1899
- Mis dos viajes a América (1898)
- Estudios históricos
- Recuerdos de la juventud (1831-1854)
- Necrología del poeta Zorrilla.

## Títulos, tratamientos y distinciones

### Títulos y tratamientos
- 1831-1856: Ilustrísimo Señor Don Emilio Alcalá Galiano y Valencia
- 1856-1875: Ilustrísimo Señor vizconde del Pontón
- 1875-1884: Ilustrísimo Señor conde de Casa Valencia
- 1884-1914: Excelentísimo Señor conde de Casa Valencia

### Distinciones
- Comendador de la Real y Muy Distinguida Orden de Carlos III.
- Caballero de la Real Orden Militar de Nuestro Señor Jesucristo, Portugal
- Caballero de la Real Orden Militar de Nuestra Señora de la Concepción de Villaviciosa, Portugal
- Caballero de la Orden Equestre del Santo Sepulcro de Jerusalén
- Caballero de la Orden de Medjidie, Turquía
- Caballero de la Orden de la Gloria, Túnez
- Caballero de la Orden de los Santos Mauricio y Lázaro, Italia
- Caballero de la Orden de Guadalupe, México
- Miembro de la Real Maestranza de Caballería de Sevilla